# Christoph Krutzler

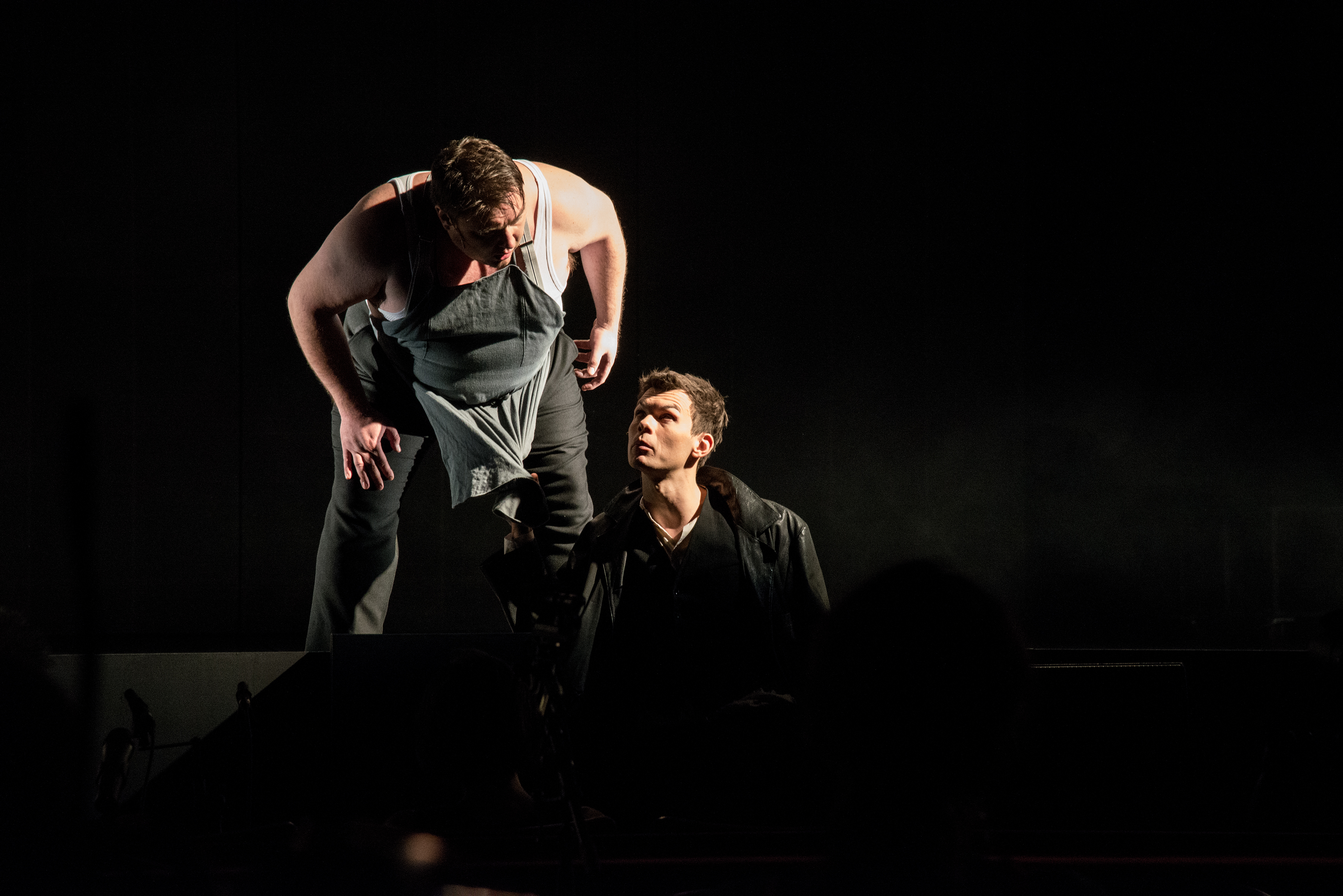
Christoph Krutzler (links) und Sven Dolinski in "Die letzten Tage der Menschheit", Salzburger Festspiele 2014

Christoph F. Krutzler (geboren 1978 in Wien-Ottakring) ist ein österreichischer Schauspieler, der überwiegend am Wiener Volkstheater spielt.

## Leben und Werk
Krutzler wuchs im Südburgenland auf. Von 1997 bis 1998 studierte er Schauspiel an der Universität für Musik und darstellende Kunst Graz und erwarb 2002 die Bühnenreife vor der Paritätischen Bühnenprüfungskommission Wien. Erste Engagements führten ihn an das Theater im Keller in Graz, die Studiobühne Villach und ans Projekttheater Vorarlberg. Darüber hinaus war er an der Organisation und Co-Leitung des Kulturzentrums OHO (Offenes Haus Oberwart) beteiligt und Intendant der Lesung des picture on festivals im südburgenländischen Bildein. 
Seit 2005 spielt Krutzler regelmäßig am Wiener Volkstheater. 2014 wurde er von Georg Schmiedleitner für dessen Inszenierung der Letzten Tage der Menschheit bei den Salzburger Festspielen engagiert und konnte einen substantiellen Erfolg erzielen. Die Tiroler Tageszeitung vermerkte: „Aus dem zahllose Rollen spielenden Ensemble stechen Christoph Krutzler, Peter Matić, Petra Morzé und Elisabeth Orth hervor.“
Christoph Krutzler spielte in zahlreichen Film- und Fernsehproduktionen, u. a. in den Serien Wir sind Kaiser, Kommissar Rex, Die Gipfelzipfler, Der Winzerkönig, CopStories sowie in Tatort, Kreuz des Südens und Vorstadtweiber. Zudem war er in den Kinofilmen Kottan ermittelt: Rien ne va plus, Zweisitzrakete und Im Schatten des Spiegels zu sehen. In Felix von Muralts Kurzfilm-Drama Brandstifter übernahm er 2009 die Rolle eines Polizisten.

## Filmografie (Auswahl)
- 2013: Alles Schwindel (Fernsehfilm)
- 2018: Murer – Anatomie eines Prozesses
- 2018: Landkrimi – Grenzland
- 2018: Landkrimi – Achterbahn
- 2019: Leberkäsjunkie
- 2019: M – Eine Stadt sucht einen Mörder (Fernsehserie)
- 2019: Wie ich lernte, bei mir selbst Kind zu sein
- 2019: Stadtkomödie – Curling for Eisenstadt
- 2019: Vier Frauen und ein Todesfall (Fernsehserie)
- 2020: Freud (Fernsehserie)
- 2020: Freund oder Feind. Ein Krimi aus Passau (Fernsehreihe)
- 2021: Sargnagel – Der Film
- 2021: SOKO Donau: Gastfreundschaft (Fernsehserie)
- 2021: Landkrimi – Steirerrausch (Fernsehreihe)
- 2022: Stadtkomödie – Der weiße Kobold (Fernsehreihe)
- 2023: Heimsuchung
- 2023: Der Metzger traut sich (Fernsehreihe)
- 2024: Crooks (Fernsehserie)
- 2024: Kopftuchmafia – Ein Stinatz-Krimi (Fernsehreihe)
- 2024: Der Metzger – Mordstheater (Fernsehreihe)
- 2025: Uhudler-Verschwörung – Ein Stinatz-Krimi (Fernsehreihe)

## Wichtige Rollen am Volkstheater
- 2008: Geschichten aus dem Wiener Wald (Regie: Georg Schmiedleitner) – Havlitschek
- 2008: Der Besuch der alten Dame (Regie: Alexander Kubelka) – Ills Sohn
- 2009: Außer Kontrolle (Regie: Vicki Schubert) – Ronnie Worthington
- 2009: Umsonst! (Regie: Michael Schottenberg) – Sauerfass
- 2009: Liliom (Regie: Michael Schottenberg) – Ficsur
- 2010: Der Alpenkönig und der Menschenfeind – Habakuk
- 2011: Mondlicht und Magnolien von Ron Hutchinson – Victor Fleming
- 2011: Der Färber und sein Zwillingsbruder (Regie: Vicki Schubert) – Sturm
- 2012: Hotel Savoy (Regie: Ingo Berk) – Zwonimir Pansin
- 2012: Im weißen Rößl (Regie: Michael Schottenberg) – Piccolo
- 2013: Der Revisor (Regie: Thomas Schulte-Michels) – Swistunow
- 2013: Mein Freund Harvey (Regie: Katrin Hiller) – Marvin Wilson
- 2013: Woyzeck (Regie: Michael Schottenberg, nach Robert Wilson) – Tambourmajor
- 2014: Der aufhaltsame Aufstieg des Arturo Ui (Regie: Michael Schottenberg) – Clark/Mann